# محوسازی (ویدیو)
در ویدیوی آنالوگ، محوسازی (به انگلیسی: blanking) بین خطوط افقی و بین فریم‌ها رخ می‌دهد. در تجهیزات اسکن تصویرنماش، یک تصویر با اسکن‌سازی یک پرتو الکترونی از چپ به راست در سراسر صفحه ایجاد می‌شود تا اثری قابل‌مشاهده از یک خط اسکن ایجاد شود، سپس روشنایی پرتو را به صفر می‌رساند (محوسازی افقی)، و آن را به سرعت به عقب برمی‌گرداند. تا حد امکان در سمت چپ صفحه در یک موقعیت اندکی پایین‌تر (خط اسکن بعدی)، روشنایی را بازیابی می‌کند، و تا زمانی که تمام خطوط نمایش داده شوند و پرتو در سمت راست پایین صفحه نمایش قرار گیرد، ادامه می‌یابد. سپس شدت آن دوباره به صفر کاهش می‌یابد (محوسازی عمودی)، و به سرعت به سمت چپ بالا منتقل می‌شود تا دوباره شروع شود و فریم بعدی ایجاد می‌شود.
در تلویزیون، به ویژه، وقفه محوسازی عمودی طولانی است تا تجهیزات کند موجود در زمان تنظیم استاندارد را همراهی کند. الکترونیک نوین سریع اجازه می‌دهد تا اطلاعات دیجیتال درطول بازه محوسازی عمودی در سیگنال رمزگذاری شود. با محوشدن، پرتو روی صفحه نمایش داده نمی‌شود، اما می‌تواند توسط مدارهای مناسب پردازش شود.